# Колодежно (Житомирская область)
Колодежно (укр. Колодяжне) — село в Романовском районе ( сейчас Житомирский район) Житомирской области Украины.
Основано в 1500 году. Недалеко от села находится городище древнерусского города Колодяжин.
Население по переписи 2024 года составляет 586 человек. Почтовый индекс — 13038. Телефонный код — 4146. Занимает площадь 219,7 км².

## Адрес местного совета
13038, Житомирская область, Романовский р-н, с.Колодежно, ул.Победы, 1